# 仮面ライダー電王
『仮面ライダー電王』（かめんライダーでんおう、欧文表記:MASKED RIDER DEN-O）は、2007年1月28日から2008年1月20日まで、テレビ朝日系列で毎週日曜8時から8時30分（JST）に全49話が放映された、東映制作の特撮テレビドラマ作品、および作中で主人公が変身するヒーローの名称である。字幕放送。ハイビジョン制作（アナログ放送ではレターボックス放送）。
キャッチコピーは『時を超えて 俺、参上!』、『時の列車デンライナー、次の駅は過去か?未来か?』。

## 概要
平成仮面ライダーシリーズ第8作である。本作品ではライダーのモチーフとして「電車（鉄道）」、怪人のデザインモチーフとして「おとぎ話に登場する動植物」というライダー作品としては奇抜かつ斬新なものを採り入れている。前者について東映側プロデューサー・白倉伸一郎は、「バイクに乗れない子供たちが、より身近に乗れるものは何か」と考えて出た案だったと語っており、「月ごとに話を区切って、それに合わせたアイテムを出すという1年で12輌連結の列車を出す」というたとえ話が間違って伝わったことで「桃太郎の電車」というデザイン案が上がった齟齬から生まれたものだという。
全体的に各キャラクターの性格や特徴を活かしたコメディタッチのエピソードが多く、伏線にまったく触れないエピソードも存在する。これに関して白倉は「時間SF」というウケの悪いネタを使わざるをえなくなったため、難しいことをやっているように思われないよう、「バカが作った番組」に見えることを狙っているという。複雑怪奇な設定を詰めるため、「地獄の三日間」と言われるほぼ不眠不休の会議が行われ、従来のように「悪事を働く怪人をライダーが倒す」という流れを守るが、それを時間を超えながら守ることの理由付けを説明させるのが難しく、過去に介入する理由のキーパーソンとなる桜井侑斗を説明するには20話くらいを要してしまうため、「考えなくても見られる」作りとなり、「俺、参上！」などの決め台詞や基本的に2話構成にするなどそれまでの平成ライダーが培ってきたものを崩すこととなった。また、回を追う毎に主人公と味方怪人・イマジンとの絆もクローズアップされ、終盤では物語の骨子ともなる。第21話・第22話、劇場版シリーズを除き、当時のライダー作品では毎年恒例化していたライダー同士の戦いがあまり描かれないのも特徴の一つである。敵怪人による殺人描写も少なく、過去で殺された一般人も「現代にいる誰かが覚えている場合は怪人を倒せば生き返る」という手法を取っており、歴代仮面ライダーシリーズの中では死者人数が極端に少ない。
平成ライダーシリーズは、『アギト』以降前作の『カブト』まで、テレビシリーズの放映期間中に劇場版が1作のみ制作されていたが、『電王』ではテレビシリーズが終了した後も、劇場版が複数制作された（詳細は#映画を参照）。その中で、第2作目と第4作目、第8作目ではその時点で放映中だった作品の仮面ライダーとの共演も果たしている。また、劇場版1作目公開の記念企画として、アニメ『クレヨンしんちゃん』とのコラボが実現した（詳細は『仮面ライダー電王+しん王』を参照）。
良太郎たちがイマジンを追って辿り着く過去のシーンでは、過去に飛んだ時期の実際の天気を調べた後、撮影時の天気に合わせて細かい日付を設定するという方法で現実の日付と天気を劇中に反映させていた。

## あらすじ
2007年の現代に現れ、時間の改変を企てる侵略者イマジンと、これを阻止するために戦う仮面ライダー電王 / 野上良太郎、そして良太郎に憑依し力を貸す味方イマジンたちの活躍を描く。
イマジンは憑依した人間との間にその望みをかなえるという「契約」を結び、手段を選ばず「契約完了」することで望みにまつわる記憶を呼び覚まし、それを足がかりに過去へ飛び破壊活動を行うことで時間を改変してしまう。それに対抗できる電王に変身できるのは、時間改変の影響を受けない特質の持ち主特異点のみ。だが時の列車デンライナーに乗って未来から来た女性ハナが見出した特異点の良太郎はひ弱で気弱、しかも不運続きと一見およそヒーローらしくない。
そんな良太郎に憑依して力を貸すのが、モモタロス・ウラタロス・キンタロス・リュウタロスといった強烈な個性を持ったイマジンたち。彼らが憑依することで良太郎は能力のみならず性格も一変する。彼らの力と良太郎の奥底にある正しく強い心が合わさることで電王はその力を発揮する。そして過去へ飛んだイマジンを追って、電王もデンライナーで過去へ飛ぶのだ。
そうして戦いを続ける良太郎の前に、仮面ライダーゼロノス / 桜井侑斗と名乗る青年がイマジンデネブを伴って現れる。良太郎の姉野上愛理の失踪した婚約者と同じ名前を持つ彼の存在には、この事件の根幹に関わる秘密が隠されていた。

## 時の列車
車両は複数存在するため、個別表記のない時は「時の列車」として総合表記する。
アカシックレコードに則って時の運行を守る鉄道車両型タイムマシン。劇中では新幹線型と蒸気機関車型が確認されている。マシンデンバード同様、駆動システムアラゴドライブエンジンを搭載している。内部では乗客が快適に過ごせるように食堂車や浴室などが備わる車両も連結されている。現実空間に現れる際には、電車に存在する仮面ライダーがベルトのフォームスイッチを押した時と同様の音声（ミュージックホーン）を鳴らす。各メイン車両の先頭車両にはそれぞれの仮面ライダーに対応する電仮面が象られている。
製造者・運行目的などの全てを知るのはデンライナーのオーナー・駅長のみである。時の列車を運転可能なのは車両のオーナーかそれと同等の資格を持つ者に限定され、ゼロノスはゼロライナーのオーナーから一時的に運行・運転資格を委任されているため停車・発車を自由に行えるが、電王は運転資格は有するもののオーナーの許可なく行き先を決定できない。
時の列車が普段走る異空間は、モニュメント・バレーを思わせる一面の荒野。「時間の狭間」と呼ばれるトンネル（山岳）が存在し、その中に入ると現実空間との連絡が一切取れなくなる。現実空間にいる者も棚の中など「扉がある場所」から異空間への扉を開いて時の列車に搭乗できる。現実空間にいる時は一般人でも列車の姿を見ることが可能。レールは異空間・現実空間を問わず自動的に敷設・撤去されていくため、街中・空中・海上などどこでも走行可能。時の列車が壊れてしまうと、時の中を永遠にさまようと言われている。
時の列車は人間の記憶を元に作られたチケットによって過去や未来に移動する。基本的には片道切符で往復は不可能。イマジンが契約によって過去に飛ぶのもこの件が絡んでいる。理屈の上では過去に行くには、記憶という概念を持つ人類に作られるチケットを使用し、時間移動を繰り返さねばならない。それ以上の人間が記憶し得ない過去または人類誕生以前の古代へ向かうには、専用のパスとチケットを使用して「神の路線」と呼ばれる特殊な路線に入る必要がある。
時の列車には車両によって異なる協定世界時（UTC）を基準にした時間単位が存在する。デンライナーとゼロライナーが使用する曜日・日時などの時間単位は協定世界時（UTC）を基準にしたUTC+9（日本の標準時間）である。
スペック
| 名称                  | 全長                                   | 全幅                                 | 全高                                    |
| --------------------- | -------------------------------------- | ------------------------------------ | --------------------------------------- |
| デンライナー ゴウカ   | - 27.35 m（1号車） - 25 m（2号車以降） | 3.38 m（全車）                       | - 4.49 m（1号車） - 3.65 m（2号車以降） |
| デンライナー イスルギ | 26 m                                   | 3.9 m                                | 3.65 m                                  |
| デンライナー レッコウ | 25 m                                   | 3.38 m                               | 4.49 m                                  |
| デンライナー イカヅチ | 24 m（先頭車・後尾車）                 | - 3.5 m（先頭車） - 3.38 m（後尾車） | 3.65 m（先頭車・後尾車）                |
| ゼロライナー ドリル   | 29 m                                   | 4.2 m                                | 4.49 m                                  |
| ゼロライナー ナギナタ | 27.35 m                                | 3.9 m                                | 4.49 m                                  |
| キングライナー        | 127 m                                  | 13.6 m                               | 18 m                                    |

### デンライナー
「デンマインド」の運転によって自動走行し、通常路線を走る新幹線型の時の列車。ゴウカと付属する一般客用車両および単独走行可能な戦闘車両群で構成される。ただし、劇中で単にデンライナーと言う時はゴウカとそれに付属する客車で構成されている列車のみを指し、イスルギ・レッコウ・イカヅチは含まない場合が多い。またゴウカ・イスルギ・レッコウ・イカヅチの名称は設定のみで劇中では呼称しない。後向きの先頭車両が存在しないため、逆方向へ向かう場合はバックするか新たな線路を構築してUターンする。車内は多人数を長期的に乗車できるように設計されており、内部ではオーナー・ハナ・モモタロスたちが生活するほか、時の中からこぼれてしまった人間やその他の一般乗客などもおり、あらゆる時代から乗車する場合がある。普段はオーナーが運転を管理する。運転資格を持つ電王がライダーパスをかざすか、現実空間で時間帯がゾロ目の時にパスを持って手近な扉を開くことで搭乗する。
戦闘用車両である先頭4車両（ゴウカ）はイマジンやギガンデスの攻撃を防ぐなどかなりの強度を誇るが、食堂車などの非戦闘車両はモモタロスがぶつかった衝撃で穴が空くなど強度は弱い。そのため5両目以降の非戦闘車両は戦闘時には分離する。
乗車期限内のライダーチケットやライダーパスを有しない不正乗車者は、チケットまたはパスの所有者が共有を宣言しない限りオーナーによって車外に排除され、異空間を永遠にさまようことになる。オーナーは車内で暴れるなど著しくマナーに反した者の乗車を拒否する権限も有する。また電王がデンライナーを運転可能なのもライダーチケットの有効期限内のみである。
- 企画段階ではドクターイエロー版のゴウカのようなものをイメージしたウイングフォームの専用車輛も描かれていた[8]。
- 当初は、動物の全身が出てくるというギミックであったが、同時期に放送されていた『獣拳戦隊ゲキレンジャー』のゲキビーストと重複することから、各動物の特徴や頭部をアレンジしたものにシフトしていった[9]。

ゴウカ
通常はデンライナーの先頭4車両を構成する戦闘用車両群。基本カラーは赤。電仮面はソードフォーム。1号車はマシンデンバードの格納庫を兼ねており、デンライナー全体の制御車でもある。マシンデンバードは任意で先頭車両のルーフから射出・発進できる。1号車にアラゴドライブエンジンとフリーエネルギーを電気に変換する集電装置デンギャザーを搭載し、フロント部の物質生成照射装置によって進路方向にレールを造り、その上を牽引する。搭載している武器の大半が左側に発射されるため、バトルモード時は攻撃対象の周囲を反時計周りに走行しながら攻撃する。電王がクライマックスフォームに変身すると、電王から発せられる炎を全身に浴びて黄金に輝くクライマックスモードになる。
- 当初、先頭車両の赤い部分は葉っぱとしてデザインしており、中に入ったラインも葉脈であり、一時期は緑色だったこともあったが、ソードフォームの目に近かったことから色を変更してイメージを近づけている。グレー部は体、中央の緑の点は人間の頭で、桃太郎が生まれた、というイメージとなっている。バトルモードは『ピタゴラスイッチ』のピタゴラ装置をイメージしている。クライマックスモードは専用車両として考えられていた時期もあった。

武装
ゴウカノン
1号車に搭載された回転式4連装大砲。フリーエネルギーの光弾を発射する。ゴウカの武装で唯一、左側以外の向きの攻撃も可能。
ドギーランチャー
2号車に搭載されたイヌ型ミサイル砲。ここから発する咆え声に仕込まれた超音波で、対象物をキャッチし、威嚇ミサイル・ドギーバークを発射する。
モンキーボマー
3号車に搭載されたサル型砲台。きびだんご型のフリーエネルギーを固めた球形の近距離用小型重力崩壊爆弾・モンキーボムを投擲する。
バーディーミサイル
4号車に搭載されたキジ型武装。センサで敵を探知・識別して追尾し、デンメタル製の翼で切り裂く。

イスルギ
通常は1両でジェット推進によって単独走行している戦闘用車両。基本カラーは青。電仮面はロッドフォーム。水上・水中を厭わず走行可能。
武装
レドーム
- 最高飛行速度：時速700キロメートル

車体後方に搭載されているカメ型の飛行メカ。任意で分離し、遠隔操作できる。電王 ロッドフォームを搭乗させることもでき、主に敵の追跡などに使用される。バトルモード時は手足にあたる部位からフリーエネルギーで生成されたレーザー光線を発射したり、回転しながら体当たりする。

レッコウ
通常は1両で単独走行している戦闘用車両。基本カラーは金色。電仮面はアックスフォーム。
- デザインイメージは新幹線に対して特急となっている。

武装
サイドアックス
車体側面から展開する昆虫の足のような外観の5本（右に2本、左に3本）の中型斧。レッコウの手足となって格闘戦や障害物を微塵切りするほか、フリーエネルギーの刃を発射可能。
フロントアックス
車体前面から展開する巨大な刃。フリーエネルギーの刃先を放出し、ギガンデスを正面から寸断・裂断・粉砕する。他の車両を前に連結している時は使用不可能。

イカヅチ
通常は2両編成で単独走行している戦闘用車両。基本カラーは紫。電仮面はガンフォーム。分離してレッコウ（烈光）・イスルギ（石動）・ゴウカ（業火）の順に連結した他の車両を挟むように（つまり「電光石火」となる順に）連結すると巨大な龍のような外見となる。ガンフォームが使用する際は、先頭車両上部の龍の頭の部分にマシンデンバードを接続して操縦する。バトルモード時は龍の口部から強力なフリーエネルギーの破壊光線を吐く。ガンフォームとの同時射撃も可能。
非戦闘車両（客車）
ゴウカの後方に複数両連結されており、戦闘時には切り離される。これには普段良太郎やモモタロスたちが乗っている食堂車も含まれ、入浴設備もあることが明言されている。当初は食堂車にも一般乗客の姿があったが、モモタロスたち常駐のイマジンが増えていき、彼らによる喧嘩が頻繁に行われるようになるにつれ、次第に一般乗客は寄り付かなくなってしまった。
ゴウカがクライマックスモードになると連結されている客車も同様の状態となり、車内にも熱が伝わるため非常に暑くなるが反応したのはオーナーだけで、ナオミとハナは気にせず声援を送っていた。

### ゼロライナー
「ゼロマインド」の運転によって自動走行し、蒸気機関車型の時の列車。異なるタイプの車両による2両編成（重連）で、各車両が独立運動システムによる単独走行が可能で、デンライナーとは路線が違うため並列走行も可能。乗客を乗せての運行はしておらず、侑斗とデネブのみが搭乗する。時間移動は運転・運行資格を持つゼロノス＝侑斗と共有者のデネブが管理し、乗車は2人なら自由に行える。詳細な車両の運転資格や侑斗やデネブの不在時にどのような方法で運行・待機しているかは不明である。侑斗やデンライナーのオーナーの話によれば、とある時間と共に一度消滅しているが、何らかの要因によって復元されたことが確認されている。
通常時は後述のドリル・ナギナタの順に連結されて走行するが、線路上に2つの転車台のようなオーラを発生させて進行方向を変えることで連結パターンを入れ替えられる。デンライナーは基本的に砲撃戦が主体であるのに対し、ゼロライナーは敵に突撃する豪快な近接格闘戦が主体である。戦闘時は電王による呼び出しやデンライナーとの連結も可能。
ドリル
通常は1両目を構成するゼロライナー全体の戦闘用車両。モチーフは牛車で、基本カラーは緑。電仮面はアルタイルフォーム。マシンゼロホーンの格納庫であり、ゼロライナー全体の制御車両でもある。他の車両とは異なり、バトルモードに変形しなくてもある程度の戦闘能力を有しており、ノーマルモード時は前面に付属した角を使用して格闘戦を行う。牛の頭部が180度回転して展開したバトルモード時は車両先端部の巨大な回転ドリルで障害物を粉砕したり、地中を掘り進むことも可能。
- 当初は地下鉄で考えられており、ドリルモチーフは地下を進むためのものであった。車体の側面には、ベルトに合わせて「A」のラインを入れている。

ナギナタ
通常は2両目を構成する戦闘用車両。モチーフは鷹で、基本カラーは黄色。電仮面はベガフォーム。アラゴドライブエンジンとフリーエネルギーを電気に変換する集電装置ゼロギャザーを搭載し、フロント部の物質生成照射装置によって進路方向にレールを造り、その上を牽引する。ルーフ部から巨大なナギナタ状の回転翼が出現して展開したバトルモード時は空中を自由に飛行可能で、プロペラで敵を直接切り裂いたりフリーエネルギーの光刃を発射できる。ゼロライナードリルを後ろに連結した場合は巨大なヘリコプターのような外見となる。
ゼロライナーの客室はこの中にあり、車両後部には外に出て景色を眺められるデッキが設置されている。
- ナギナタを振り回すアクションをするために、ヘリコプターということとなった。

### キングライナー
未来への分岐点の管理を目的に出現する巨大な新幹線型の移動型のターミナルステーション。独立連動システムによって自走が可能。複数台が横に繋がることで“ターミナル”と呼ばれる駅となる。駅長室は複数のキングライナーのうちの1両の内部に存在する。通常時はボディ各部を展開させたステーションモードとして数台が分岐点付近に設置され、時の列車を格納する専用の駅としても機能するほか、時の分岐点の監視も行う。内部には景観が時間ごとに次々と切り替わる（同時にキングライナーのミュージックホーンが演奏される）待合室やエレベーター、「駅長グッズ」を販売する売店もある。
新たな時の分岐点が出現したり時の列車が暴走した場合などには、駅長の指示で気動車両型のライナーモードへと移行し、3条の線路上を自走する。デンライナーを遥かに凌ぐ驚異的な駆動力を誇り、フルスピードで稼動していてもステーションモード時のキングファイアをフルブレーキシステムとして使用することで急停止も可能。また走行中にステーションモードへと移行することで、走行中でも時の列車をスムーズに格納できる。第38話や『超・電王トリロジー EPISODE RED』ではこの機能でデンライナーを暴走から救った。側部のキングランチャーやキングファイアからフリーエネルギーの光弾やビームを発射して戦闘を行う。
- ゴウカが纏う鎧というイメージで進められていたが、消防車というモチーフとなり、消防車のようなディテールが入っているほか、ウワバミのイメージも加えつつ牙を付けている[17]。

## イマジン
以下の記述は電王らと敵対するイマジンについてであるが、イマジンの設定や特性はモモタロスらにも共通である。
未来から2007年にやって来た未来人のエネルギー体が、憑り付いた人間のイメージ＝心象を借りて実体化し、怪人としての肉体を得た姿。過去を都合の良いように改変し、未来を自分たちの住みよいように築くことを最大の目的とする。劇中に登場するイマジンについては放映リストを参照。
劇中で登場するのは主にカイの命で2007年を訪れた一派であるが、イマジンという存在自体はそれに限ったものではない。例として、モモタロスたちのようにカイの下から離反したイマジンや、『俺、誕生!』に登場する牙王配下のイマジン、『クライマックス刑事』に登場するネガタロス配下のイマジン、『さらば電王』に登場する死郎配下のイマジン、『ディケイド』に登場するアリゲーターイマジン配下のイマジン、ターミナルに所属し、期限付きで契約者と行動する派遣イマジン、時間警察が開発した人工イマジン、いずれにも属さないはぐれイマジンなどが存在する。なお、デンライナーやターミナルの乗客・乗務員など、時の列車に関わる人間たちにはイマジンの存在は認知されている。
主に契約者のイメージから手に入れた姿の武器と身体的特性で戦うが、発火や契約を介さず他者を操るなど超能力のような物を駆使する者たちも存在する。この上、精神体は1体に1人分とは限らず、兄弟や主従などの集合体で構成されることで契約者1人から複数体のイマジンが実体化する系統もいる。
- 「イマジン」とはイマジネーションという言葉から作られた造語で、デザイナーの韮沢は「イマジネーションによる魔人（魔神）」と説明している[19][20]。また、体のどこかに各々のモチーフの名前が入っている。
- アンデッドやワームとの差別化から、舞台衣装というキーワードを設定して、身体に文字や模様を入れている[20][21]。各部ディテールや武器にはモチーフとなった物語の内容を示す意匠が取り入れられている[2]。

### カイに従うイマジン
カイに従い自分たちの時間を手に入れるために行動する。カイにより2007年に送り込まれており、彼がテレパシーのような能力で指令を伝えている。これはモモタロスらも例外ではないが、ウラタロスが「釣られなければ（その言葉に従わなければ）いい話」と語っているように強制力はなく、あくまで目的の一致による主従関係に過ぎない。イマジン側からもカイにメッセージを送ることが可能である。
彼らの本来の目的は、未来への分岐点を決定する「鍵」とされる桜井侑斗を抹殺することで、2007年の世界を自分たちの存在する未来へと繋げることである。しかし、桜井侑斗が時間からの干渉を防ぐゼロノスカードを所持する関係上、彼を消し去るには過去の時間を逃亡している桜井を直接殺害するしかないため、カイが彼の逃亡先を突き止めイマジンを送り込んでいる。3,000体以上が2007年に来ているが、その都度目的の時間にイマジンを飛ばせる人物が極端に少ないため、実体化できるのは1回につき契約者1人か2人分が限界である。最後まで目的を果たせず分岐する未来が自分たちのものでないと決定した場合、タイムパラドックスにより特異点であるカイを除く全てのイマジンは時の中から消滅する。ちなみにカイ自身が過去を持たないイマジンのことを忘れやすく、また彼らイマジンを使い捨ての駒程度にしか考えていないため、過去へ飛んでも桜井を取り逃がした場合はそのまま放置される。

#### 行動パターン
イマジンの活動内容は便宜上、次の4段階に分けられる。
1 契約者探し
現代に来て最初にすること。実体を持たないため発光する精神体で飛び回り、契約者として選んだ人間に憑依する。この契約者は、カイが自分の所持するカレンダーの手帳を元に突き止めた、桜井（現代）の逃亡した過去の時間に繋がりがある人物を選んで指定している。
2 望みを聞く
憑依後は契約者の思い描く童話などから自身の姿形を作り（カメレオンイマジンのようにモチーフである童話に登場する生物と実際の姿が異なる者もいる）、その者の望みを聞き出す。なおその際の口上は「お前の望みを言え。どんな望みも叶えてやる。お前が払う代償はたった一つ…」だが、ストーリーが進行するにつれ省略されるようになった。この時もまだ完全な肉体は持たず、崩れやすい砂粒でできた体に上半身・下半身が逆転した、砂時計を彷彿とさせる姿となった未契約体はイメージと砂によって構成されているため、何度でも復活が可能で、望みを受け入れることにより初めて実体化する（完全体になるジークのように元の精神体に戻ることも可能）。砂の体の状態で契約者がイマジンの憑依している時間を忘れた場合は、イマジンと契約者の繋がりが切れ、契約完了（独立）したときと同じ状態となる。イマジンと契約した人間は、時折体から砂がこぼれる。
3 契約内容の実行
契約者の望みを叶えるために行動する。契約者の意思にかかわらず殺人・略奪・破壊行為も辞さない。契約者に憑依することもでき、その時は若干その人物の容姿が変わる。その対象は、同一人物なら契約前の時間軸の人間でも可能である。憑依時は常人離れした身体能力を発揮するが、肉体的負担は契約者にかかる。また、憑依には特異点の性質による制限を受ける。イマジンは契約者の「記憶」を存在の基盤とするため、契約中は契約者の記憶を元に何度でも再生できるが、契約者が死亡すれば憑いているイマジンも消滅する。また、契約者の記憶の変化（例としては赤ちゃんや記憶が途切れた者）によっても契約者との関係は切れるため、契約者が生存していても消滅する場合がある。契約者の記憶に依存せず、消滅を防ぐには過去へ飛んで（後述）独立する必要がある。
4 契約完了
契約者が過去をイメージすることでその身体が開いて生じた「過去の扉」から、彼らが最も強く思う過去へ飛ぶ。望みを叶えるという行為はこの過去の時間を強くイメージさせるための間接的手段に過ぎない（契約内容がその契約者の過去の出来事に関連している）ので、イマジンは彼らの願いを強引に解釈して契約を完了する（契約完了を宣言しても過去へ飛べない場合、逆に契約を完了する前に過去に繋がる場合もある）。過去へ飛んだほとんどのイマジンは桜井の抹殺を目的として破壊活動を行う。それにより破壊された物体は、現代でも消滅するタイムパラドックスが発生する。かつて契約者だった人物を殺害しても本人には影響はない。契約完了後に致命傷を受ければ精神体ごと消滅するが、死ぬ前に別の人間に憑依すればその者が新たな契約者となり、その人間の記憶に依存する形へと戻るものの、実体化前に負ったダメージはなくなる（例：キンタロス）。
イマジンが倒された後は、改変された時間が人々の記憶を辿って復元されるが、誰も覚えていないことは復元できないため、パラレルワールド化が続行されることになる。

### ギガンデス
イマジンの「イメージの暴走」によって巨大化した姿。巨大化したときの姿はイマジンの特性により異なる。ただし、クラーケンイマジンのように必ずその法則に当て嵌まるわけではない。時には1体のイマジンから複数出現することもある。暴走する条件は一切不明。以下の3種類の他、オクトイマジンの能力により時のレールが暴走した、黒い龍の形をした怪物も存在する。

ギガンデスヘブン
虫型や鳥型のイマジンが巨大化した空を飛翔する者を象徴した姿。全身が白く顔は金色で、上半身はコウモリと鳥の合成、下半身は蜂の腹部のような姿（ジズ）をしており、尾部の先端からエネルギーの弾丸針を放ち、翼の羽ばたきで秒速50メートルの暴風を起こす。

ギガンデスハデス
動物型のイマジンが巨大化した水中を泳ぐ者や大地を這う者を象徴した姿。金色の龍のような姿（リヴァイアサン）をしている。口腔から高熱火球を吐き、泳ぎによって大津波を捲き起こす。地上では長大な胴体による巻きつき攻撃でビルをも容易に粉砕する。

ギガンデスヘル
甲殻類や爬虫類、蛇などの長い生き物型イマジンが巨大化した大地を駆ける者を象徴した姿。6つの目を持ち3本の角を生やした、牛に似た獣の姿（ベヒーモス）をしている。頭部と肩口の角や前足は一瞬で巨大建築物を瓦解させる威力を持つ。巨体を躍らせることで疾風を巻き起こし、全身に纏う業火によって敵を焼き払う。

## 用語
特異点
特異点は、一部の存在（人物）だけが持つ、時間からのあらゆる干渉を受けない特性。時の運行に変化が生じてもそれによる影響を受けず、最悪の場合自らが本来属する時間が消滅しても、本人だけは消滅しない。また、過去で暴れたイマジンによりその時間が破壊されても、特異点の記憶を支点に人々の記憶の力により、時間を元に修復することができる。しかし、人々から忘れられた人物や、ほぼ完全に破壊された時間の修復は極めて困難である。
イマジンも精神だけで時間を越えてきた関係上、時間同様に特異点への干渉が制限されることになり、特異点の人間はイマジンに憑依されても肉体を完全に支配されることは基本的にない。ただし、この特性は時間の流れに対してのみ意味を持ち、それらがまったく関係しない物理的干渉は普通の人間と同じように受ける。そのため不死身とは性質が異なり、その存在に “時間” という要素がなくなったイマジンには通常通り支配されることになる（例：ジーク、ゴーストイマジン）が、ある程度イマジンに干渉はできる。また、特異点であろうとその存在が「誕生」した時間に干渉があった場合のみ、程度にもよるが影響を受ける。電王に変身できるのは、この特異点と、それに憑依し実体化したイマジンだけである。
「自身で自身の存在を消す行為」（例：自身の先祖とその婚約相手の出会いを自らの手で阻み、“自身が産まれなかったことにする”）を行った場合、非常に莫大なエネルギーが生じ、「死者」と「生者」が入れ替わるとされる。

分岐点の鍵
特異点とは逆説的な意味合いを持つ存在（人間）。つまりその存在自体が時の運行に影響する存在で、ある時間におけるその存在の生死によりその後の未来が決まる。作中の戦いの要となるもので、中盤以降に使われる用語である。

ライダーチケット
仮面ライダーが使用する、時の列車を用いて過去に行く際に必要となるチケット。契約完了したイマジンの契約者にブランクチケットをかざすことでイマジンが向かった時代を読み取り、（電王の場合はそれをライダーパスに挿入して）行き先を決定する（この時、デンライナー ゴウカ1号車前面の方向幕相当部分には、行き先である特定の年月日が表示される）。電王はこのチケットがなければデンライナーを運転することはできない。また、片道のチケットの場合はゼロノスカードのように蒸発して消える。一度良太郎がイマジンを取り逃がしたままデンライナーに戻った際、その翌日に日付が変わってライダーチケットが更新されたことがあった。電王、ゼロノス、ガオウのチケットはそれぞれサイドのラインの色や文字が異なる。また、カイにより捏造された無期限有効（リュウタロス用）のチケットや、オーナーと駅長が所持する派遣イマジン契約チケット（テディ用）、（「8888 88.88」と表示された）目的の時間が存在しないチケット、さらに牙王が所持していた神の路線に乗り入れるのに必要な「インフィニティ（無限）」と書かれたチケット、オーナーが持つ乗車拒否と書かれたチケット、白いインフィニティチケットなども存在する。

## キャスト

### レギュラー・準レギュラー
本作品では専任のナレーターは設けられておらず、オープニングや次回予告では石丸やレギュラー怪人役の声優、中村などがナレーションを担当する。
- 野上良太郎 - 佐藤健[注釈 11]
- ハナ - 白鳥百合子（1 - 30）
- コハナ - 松元環季（33 - 49）
- 桜井侑斗、懐中時計の男[24][注釈 12] - 中村優一[注釈 11]（18 - 49）
- ナオミ - 秋山莉奈
- オーナー（1 - 7,9.10,12,14,18 - 21,23,24,26 - 28,30,33,34,36 - 44,46 - 49）、駅長（37,38,42,43,47 - 49） - 石丸謙二郎
- 野上愛理 - 松本若菜（1 - 9,11 - 19,21,23 - 33,35 - 42,44 - 49）
- 尾崎正義 - 永田彬（RUN&GUN）（1 - 3,5 - 9.11 - 19,21.23 - 27,29 - 33,36,37,39,40,42,46,47,49）
- 三浦イッセー - 上野亮（1,3,5 - 9,11,13 - 19,21,23 - 27,29 - 33,36,37,39,40,42,46,47,49）
- カイ - 石黒英雄（37 - 49）
- 謎の男（桜井侑斗） - 岡野友信[25][注釈 12]（2,4,6,8,10,12,14,16 - 18,20,22,24,26,28 - 30,34,35,38,42,43,45,46,49）

### 声の出演
本作品では怪人が人格を持ち、「人間に憑依する」という特徴から、良太郎に憑依するレギュラー怪人を演じる関俊彦・遊佐浩二・てらそままさき・鈴村健一は、憑依時の良太郎&電王各フォームの声を演じる。
イマジン役の声優は歌を出すことが前提に決まっていたため、歌える人が第一の条件にあり、良太郎役の佐藤に声を当てるため、作った声だと浮いてしまうため、ナチュラルに演じることを念頭に置いていた。そのことから、舞台や洋画の吹き替え、俳優を多くこなしていた関、遊佐、てらそまのシブい声優が選ばれたため、若いアニメファンからも人気が高く、特撮好きであった鈴村が起用された。
- モモタロス - 関俊彦[注釈 11][注釈 13]
- ウラタロス - 遊佐浩二[注釈 11][注釈 13]（5 - 49）
- キンタロス - てらそままさき[注釈 11]（8 - 49）
- リュウタロス - 鈴村健一[注釈 11] (13 - 49）
- デネブ - 大塚芳忠[注釈 11]（19 - 49）
- ジーク - 三木眞一郎（23,24,49）

### 主なゲスト
ゲスト声優については放映リストを参照。
- カトー - 小川祐弥（1,2）
- サトシ - 石川遼（1,2）
- マコト - 中野雄一（1,2）
- 作業服の男[27] - 大久保運（1）[注釈 12]
- 酒屋[28] - 顔田顔彦（1）[注釈 12]
- テツオ - 落合扶樹（1,2）
- テツオの母 - 榎本由希（2）
- 小川 - 外川貴博（3,4）
- 大井 - 阿部亮平（3,4）
- 山越佑 - 波岡一喜（3,4）
- 迷子の女の子 - 石井みずき（4）
- 斉藤大輝 - 小越勇輝（5,6）
- 大輝の母親 - 辻しのぶ（5,6）
- 看護師長 - 氏家恵（5）
- 医師 - 高橋修（5）
- サッカーチームの監督[29] - 真矢野靖人（5）[注釈 12]
- ユウスケ - 佐藤勇輝（5,6）
- ミノル - 渡辺悠（5,6）
- アツシ - 康汰（5,6）
- タツヤ - 福島一樹（5,6）
- 看護師 - 佐々木維子（6）、松本江世（17）、宮川佳寿姫（32）[注釈 14]、飯塚ひより（33,34）
- 斉藤優美 - 栗原瞳（7,8）
- 大林友也 - 平塚真介（7,8）
- 母親 - 平出由紀子（8）
- 子供 - 中村優希、中村幸希（8）
- 副部長 - 七枝実（9）
- 記者 - 香取廣美（9）
- 道場主[30] - 岡元次郎（9,35）
- 本条勝 - 内野謙太（9,10）
- 菊池信司 - 矢崎広（9,10）
- ミキ - 樽葉桃菜（11）
- ファン - 南雲有紗（11）
- 監督 - 中原和宏（11）
- 助監督 - 酒巻誉洋（11）
- ボーイ - 倉門勇次（11,12）
- 記者 - 阿部栞奈（11）
- 小林カスミ - 小野明日香（11,12）
- 大槻実 - 白井圭太（11,12）
- 小林謙作 - 池田成志（11,12）
- レージ - 佐々木友司郎（13,14[注釈 15]）
- ユウジ - 佐々木亮（13,14,16,21,37,38）
- 女性[31] - 小島美穂、幸城真奈美（13）[注釈 12]
- ジョギング中の男[32] - おぐらとしひろ（13）[注釈 12]
- リュウタロスダンサーズ[注釈 16] - 北村智晃（13,14,16,21,37,38）、谷口隆之（13,14,16,21）、正木和宣（13,14,21）、加藤竜一（13,14,16,21）、渡邊浄二（16,37,38）、髙木奨太、三好研伍（37,38）
- ダンス指導 - 足立夏海（13,14,16,21,37,38）
- 幼いレージ - 栗原玲央（13,14）
- 戸山秀二 - うえだ峻（13,14）
- 袴田秀次郎 - 大柴隼人（15,16）
- 模木留治 - 田中聡元（15,16）
- 刑事部長 - 小島康志（15,16）
- まゆみ - 渡部いずみ（15,16）
- 刑事 - 永栄正顕（15,16）、山中崇史、並樹史朗（24）
- 警官 - 手代木宇（15,16）、田村圭生、垂柳敦志（23,24）
- レポーター - 和田有由（15,16）
- キャスター - 川西美智子（15）
- 芳田光一[33] - 中島巨人（15）[注釈 12]
- 葛西晴彦[34] - 兒玉宣勝（15）[注釈 12]
- 火口耕作 - 不破万作（15,16）
- おでん屋主人 - 冴羽一（16）
- 犯人 - 中家伊章（16）
- 沢田由香 - 満島ひかり（17,18,33[注釈 17]）
- 大岩教諭 - 横江泰宣（17）
- 由香の母親 - 角南範子（17）
- 天野晃平 - 吉永雄紀（19,20）
- 遥香 - 森山綾乃（19,20）
- 店員 - 渡部彩（19）
- 作業員 - 三溝浩二（19）
- 母親 - 松本朋子（19）
- 子供 - 入江まい（19）
- 田中 - 少路勇介（21,22）
- 飯島 - 松澤仁晶（21,22）
- チンピラ[35] - フジヤマ（22）[注釈 12]
- 鷹山栞 - 鹿野京子（23,24）
- 増田明男 - ムロツヨシ（23,24）
- 鷹山祐介 - 渡邊虎雅[注釈 18]（23,24）
- 運転手 - 新城彰（23,24）
- 青木雅史 - 山本康平（25,26）
- 青木真由 - 渡邉沙帆加（25,26）
- 14歳の雅史 - 兼田康平（26）
- 6歳の真由 - 木村真那月（26）
- 池祥一 - 本田誠人（27,28）
- 加藤浩 - おぐらとしひろ（27）[注釈 19]
- キャスターの声 - 竹内和彦（27）
- 店主 - 水久保一麻（28）
- 故買商 - 芹澤興人（28）
- 女性客[36] - 中井和味（28）[注釈 12]
- プレゼントを奪われた女性[37] - 森藤美帆（28）[注釈 12]
- 下山 - 佐藤正宏（29）
- 町田 - 菅原卓磨（29）
- 役員 - 土田アシモ（29）
- 肝試しのゾンビ役[38] - 白石猛（29）[注釈 12]
- 肝試しの幽霊役[39] - 永田真理（29）[注釈 12]
- 寺崎トオル - 林剛史（30）
- 寺崎杏子 - 斉藤あかね（30）
- 寺崎龍 - 佐藤琉（30）
- 職人 - 田口主将（30）
- 藤代裕也 - 青木伸輔（31,32）
- 森 - 阿部朋矢（31,32）
- 八木 - 縄田雄哉（31,32）
- 契約者 - 今井靖彦（31）
- ピアノの男 - 諏訪太朗（33,34）
- 奥村祐希 - 尾関伸嗣（33,34）
- 当たり屋A[40] - 小暮邦明（33）[注釈 12]
- 当たり屋B[41] - 北村敬吾（33）[注釈 12]
- 神原綾希[42] - 松山直美（33）[注釈 12]
- レストランの店員[43] - 鳥居峰明（33）[注釈 12]
- ピアノの少女[44] - 石浦桜（33）[注釈 12]
- ピアノ - 前田陽彩（33,34）、五十嵐"IGAO"淳一、勝又龍一（34）
- 山口 - 古屋暢一（35）
- 町内会のど自慢大会の司会者[45] - 新貝文規（35）[注釈 12]
- パンダラビットイマジンの契約者[46] - 高橋孝輔（39）[注釈 12]
- 侑斗の学生時代の先生[47] - あべかつのり（39）[注釈 12]
- ノザキセイコ - 長谷川愛（39）[注釈 12]
- ニウライツコ - 堀澤かずみ（39）[注釈 12]
- 占い師[48] - 京本有加（40）[注釈 12]
- 葉月翔子 - 松本夏空（41,42）
- 2人組の若者 - オジンオズボーン（41）[注釈 12]
- 大崎[49] - 宮平安春（43）[注釈 12]
- 時計店の店主 - 小野了（45）
- サラリーマン風の男[50] - 丸山裕征（45）[注釈 12]

### スーツアクター
リュウタロス役のおぐらとしひろがレギュラーキャラクターを演じるのは『燃えろ!!ロボコン』以来であった。
- 仮面ライダー電王[出典 1]、モモタロス[出典 2] - 高岩成二
- 仮面ライダーゼロノス[52][57] - 伊藤慎
- ウラタロス[出典 3]、仮面ライダーゼロノス（桜井変身時）[58] - 大岩永徳[注釈 20]
- キンタロス[出典 4] - 岡元次郎
- リュウタロス[出典 5] - おぐらとしひろ
- デネブ[出典 6]、敵イマジン[66][69] - 押川善文
- ジーク[出典 7] / 仮面ライダー電王 ウイングフォーム[70] - 永瀬尚希
- 敵イマジン[71] - 伊藤教人

## スタッフ
脚本は『仮面ライダー龍騎』以来となる小林靖子がメインライターとして起用された他、一部の話は前作『仮面ライダーカブト』のメインライターである米村正二が手がけた。演出面では、前作より引き続き参加の田﨑竜太や長石多可男や石田秀範の他、『仮面ライダー響鬼』以来となる坂本太郎と金田治や平成ライダーシリーズには初参加となる舞原賢三も演出陣に名を連ねている。坂本は、小林の脚本が面白かったので自ら参加を希望したと述べている。
アクション監督の宮崎剛は、リズミカルアクションが得意なのを買われてR良太郎などのダンスアクション指導の際に重宝された。
劇中音楽は平成仮面ライダーシリーズでは4作目となる佐橋俊彦が担当した。音楽はシンセサイザーを駆使した現代ポップ調のものからスウィング調のジャズ、渋いロック、クラシカルなものまで多岐にわたる。佐橋は、スウィングジャズは田﨑からの要望であったと証言している。
- 原作 - 石ノ森章太郎
- 連載 - テレビマガジン、てれびくん、幼稚園、めばえ、たのしい幼稚園、おともだち
- スーパーバイザー - 小野寺章（石森プロ）
- プロデュース - 梶淳（テレビ朝日）、白倉伸一郎、武部直美
- 脚本 - 小林靖子、米村正二
- ダイアログ監修 - 小林靖子[注釈 23]
- 監督 - 田﨑竜太、長石多可男、坂本太郎、石田秀範、金田治（ジャパンアクションエンタープライズ）、舞原賢三、田村直己（テレビ朝日）、柴﨑貴行
- 音楽 - 佐橋俊彦
- 演奏 - フェイスミュージック
- アクション監督 - 宮崎剛（ジャパンアクションエンタープライズ）
- 特撮監督 - 佛田洋
- 撮影 - いのくままさお、倉田幸治
- 美術 - 大嶋修一
- 助監督 - 柴﨑貴行、田部井稔、山口恭平
- 助監督 - 塩川純平、大峯靖弘、山口恭平、伊藤良一、杉原輝昭、古家友佳、永関勇、武井正能、池田元気、躰中洋蔵、廣田貴弘、紬木裕彦、安原正恭、橋本英樹、鈴木淳一、宮﨑誠也
- プロデュース補 - 大森敬仁、郷田龍一（13 - 49）
- クリーチャーデザイン - 韮沢靖
- キャラクターデザイン - 早瀬マサト（石森プロ）、PLEX
- 制作担当 - 富田幸弘
- 技術協力 - アップサイド、東映ラボ・テック、KYORITZ
- 制作 - テレビ朝日、東映、ADK

## 音楽

### 主題歌
主題歌はダンスユニット・AAAが本作品限定のユニット名・AAA DEN-O formとして担当。ライダー主題歌は近年オリコンチャートシングルランキングにおいて初登場時に上位を獲得することが多いが、本作品では「Climax Jump」がオリコン初登場5位、「Climax Jump DEN-LINER form」が初登場2位にランクイン（いずれもウィークリー単位）し、当時の最高記録を2度更新した。
「Climax Jump」（1 - 39, 46話）
- 作詞 - 藤林聖子 / 作曲・編曲 - 鳴瀬シュウヘイ / 歌 - AAA DEN-O form

28話では挿入歌としても使用される。また、49話（最終話）はオープニングがなく、この曲がエンディングとして使用される。

「Climax Jump DEN-LINER form」（40 - 45, 47, 48話）
- 作詞 - 藤林聖子 / 作曲 - 鳴瀬シュウヘイ / 編曲 - LOVE+HATE / 歌 - モモタロス（関俊彦）、ウラタロス（遊佐浩二）、キンタロス（てらそままさき）、リュウタロス（鈴村健一）

41話以降は、各回のダイジェスト映像が流れる。ライダー主題歌としては初めてPV用に新規映像撮影が行なわれ、モモ・ウラ・キン・リュウタロスたちが本曲に合わせて歌ったりドラムを叩くライブ風のシーンは、44話以降のOPでも使用される。このPV全編は「仮面ライダー電王 COMPLETE BOX」に付属するDVDにて視聴可能。
41話では歌詞の一部がモモタロスのソロである「モモタロスVer.」、42話では歌詞の一部が変わっていてウラタロスのソロである「ウラタロスVer.」、43・47話では歌詞の一部が変わっていてキンタロスのソロである「キンタロスVer.」、44話では歌詞の一部がリュウタロスのソロである「リュウタロスVer.」が使用される。

### 挿入歌（エンディングテーマ）
本作品では主に戦闘シーンに使われる以下の曲がEDテーマ扱いとなる。
「Double-Action」（3 - 7・10・11・14・16・18・19・23・33・41）
- 作詞 - 藤林聖子 / 作曲・編曲 - LOVE+HATE / 歌 - 野上良太郎 & モモタロス（佐藤健 & 関俊彦）

仮面ライダー電王 ソードフォームのテーマソング。

「Double-Action Rod form」（8・9・15・22・44）
- 作詞 - 藤林聖子 / 作曲 - LOVE+HATE / 編曲 - 酒井陽一 / 歌 - 野上良太郎 & ウラタロス（佐藤健 & 遊佐浩二）

仮面ライダー電王 ロッドフォームのテーマソング。

「Double-Action Ax form」（15・24・31・44）
- 作詞 - 藤林聖子 / 作曲 - LOVE+HATE・鳴瀬シュウヘイ / 編曲 - 鳴瀬シュウヘイ / 歌 - 野上良太郎 & キンタロス（佐藤健 & てらそままさき）

仮面ライダー電王 アックスフォームのテーマソング。
第44話では前後奏のみが使用された。

「Double-Action Gun form」（17・21・26・44）
- 作詞 - 藤林聖子 / 作曲 - LOVE+HATE・鳴瀬シュウヘイ / 編曲 - 鳴瀬シュウヘイ / 歌 - 野上良太郎 & リュウタロス（佐藤健 & 鈴村健一）

仮面ライダー電王 ガンフォームのテーマソング。
第44話では前後奏のみが使用された。

「Action-ZERO」（25・27・32・35・37・46）
- 作詞 - 藤林聖子 / 作曲・編曲 - LOVE+HATE / 歌 - 桜井侑斗 & デネブ（中村優一 & 大塚芳忠）

仮面ライダーゼロノスのテーマソング。

「Real-Action」（36・38・39・42・45）
- 作詞 - 藤林聖子 / 作曲・編曲 - Ryo / 歌 - 野上良太郎（佐藤健）

仮面ライダー電王 ライナーフォームのテーマソング。
第45話では前後奏のみが使用された。

### 挿入歌（エンディングテーマ以外）
下述のほかに、第41話では「出逢いのチカラII」が使用されている。
「Climax Jump HIPHOP ver.」（13, 14, 16話）
- 作詞・作曲・編曲・歌は通常版と同様。37、38話ではエンディング以外の挿入曲として使用。

「Double-Action Piano form（1.2.4）」（33, 34話）
- 作曲・編曲 - LOVE+HATE

　劇中でピアノマンが演奏する。3は作中未使用。

「Double-Action Coffee form」（36話）
- 作詞 - 藤林聖子 / 作曲 - LOVE+HATE、鳴瀬シュウヘイ / 編曲 - 鳴瀬シュウヘイ / 歌 - ナオミ&野上愛理（秋山莉奈&松本若菜）

インストのみ使用される。ナオミ&野上愛理のテーマソング。

「Climax Jump Dark HIPHOP ver.」（37,38話）

「Double-Action Wing form」（49話）
- 作詞 - 藤林聖子 / 作曲 - LOVE+HATE、鳴瀬シュウヘイ / 編曲 - 鳴瀬シュウヘイ / 歌 - 野上良太郎&ジーク（佐藤健&三木眞一郎）

インストのみ使用される。仮面ライダー電王ウイングフォームのテーマソング。エンディングのクレジットには「CLIMAX JUMP Wing form」と誤植されている。

## 関連CD
放送期間中にテレビシリーズや劇場版のサウンドトラックCD、放送終了後にそれらも含めたCD-BOXをリリースするという体制は前作と同様だが、本作品からはテレビシリーズのサウンドトラックCDが2枚発売されるようになった。
主題歌・挿入歌CDは「Climax Jump」「Double-Action」を参照。
仮面ライダー電王 オリジナルサウンドトラック
2007年6月27日リリース。劇中BGM28曲と主題歌・挿入歌TVサイズ5曲収録
仮面ライダー電王 オリジナルサウンドトラック2（通常版） / 仮面ライダー電王 オリジナルサウンドトラック2 SPECIAL EDITION（限定版）
2007年12月19日リリース。劇中BGM41曲と「DEN-O VOCAL TRACKS LINER」（「Climax Jump DEN-LINER form」と「Double-Action」シリーズ、「Action-ZERO」、「Real-Action」をトランスメドレーにアレンジしたもの）を収録。限定版は15000枚がリリースされ、オリジナルフィギュアが同梱された。
劇場版 仮面ライダー電王 俺、誕生! オリジナルサウンドトラック
2007年10月24日リリース。劇場版BGM45曲（一部はテレビシリーズのみ使用の楽曲）と牙王（渡辺裕之）による「Double-Action GAOH-form」を収録。
さらば仮面ライダー電王 ファイナル・カウントダウン オリジナルサウンドトラック
2008年11月26日リリース。劇場版BGM45曲と主題歌「Climax Jump the Final」の劇場サイズを収録。
劇場版 超・仮面ライダー電王&ディケイド NEOジェネレーションズ 鬼ヶ島の戦艦 オリジナルサウンドトラック
2009年10月21日リリース。劇場版BGM37曲と主題歌「超 Climax Jump」を収録。
超・電王トリロジー オリジナルサウンドトラック
2010年5月26日リリース。劇場版BGM31曲と主題歌「Action-ZERO 2010」「Double-Action Strike form」「Climax-Action 〜The 電王 History〜」の各Movie edit.を収録。
仮面ライダー電王 COMPLETE CD-BOX
2008年1月16日リリース。Climax-DISC、Action-DISC1・2、BGM-DISC1・2、Climax Jump DEN-LINER form PV（DVD）の計6枚組。テレビシリーズおよび『俺、誕生!』の楽曲・劇中BGMを纏めたCD-BOX。
仮面ライダー電王 超・CD-BOX
2010年7月28日リリース。DISC全22枚組。テレビシリーズから『超・電王トリロジー』までの楽曲・劇中BGMを纏めたCD-BOX。「Climax-Jump For U」を初収録。

## 企画の経緯
1971年のシリーズ第1作『仮面ライダー』以来、「仮面ライダーはバイクに乗るヒーローである」というイメージができあがっている。平成仮面ライダーシリーズもその流れに従いつつ、『仮面ライダーアギト』ではホバーボード状に変形する「マシントルネイダー」、『仮面ライダー555』では人型ロボットとなる「オートバジン」と、様々に工夫を凝らしたバイクが登場した。しかしこうした試みが、鮮烈な驚きをもって受け止められたとは言いがたかった。そこで白倉伸一郎は、より強烈な印象を伴う乗り物として、電車の要素を仮面ライダーに取り入れることを提唱した。この奇抜な組み合わせには周囲の異論が絶えなかったが、バンダイの玩具開発担当の原昇や、デザインを担当するプレックスの菊地和浩のように賛同する声もあり、最終的に「電車ライダー」が承認された。
ところが実際に作業に取り掛かってみると、電車モチーフのヒーローキャラクターのデザインは想像以上に難航することになった。というのも電車の形状は、新幹線を別として、おおむねどれも四角形の箱型であり、個性化が困難だったからである。デザイナー陣の苦境を見た白倉は、「電車には『お話』が乗っており、それによって各車両を意味づけする」という提案をした。これが突破口となって「おとぎ話」をモチーフに加える発想が生まれ、顔に描かれた線路の上を、『桃太郎』を象徴するモモ型の「電仮面」が移動してくる表現へとつながっていった。
次に問題となったのは、電車の活用法である。巨大な敵に対抗するための武器として登場させるだけなら簡単だが、電車がなければ作品が成立しないほど重要な位置に据えるのは難しかった。紆余曲折の末にたどり着いたのが、時間を越えて運行する「時の列車」という発想だった。このとき電車の行き先の決定案となった「過去」とは別に、「パラレルワールド」や「精神世界」に行くという案が出ており、後に前者は『仮面ライダーディケイド』、後者は『仮面ライダーウィザード』で採用されることになった。

## 放送日程
各話終了時、赤い円がだんだん縮小されながら映像の中心に出現し、円の内側が反時計回りに回転する演出がなされている（最終話では時計回り）。
平成仮面ライダーシリーズではそれまで『クウガ』と『響鬼』を除き正式なサブタイトルがつけられていなかったが、本作品を皮切りに正式なサブタイトルがつけられるようになる。
| 放送日         | 放送回 | サブタイトル                     | 登場イマジン・ギガンデス | 脚本     | 監督       |
| -------------- | ------ | -------------------------------- | --- | -------- | ---------- |
| 2007年01月28日 | 1      | 俺、参上!                        | - バットイマジン（声 - 梁田清之） - ギガンデスヘブン（2話） | 小林靖子 | 田﨑竜太   |
| 2月04日        | 2      | ライド・オン・タイム             | - バットイマジン（声 - 梁田清之） - ギガンデスヘブン（2話） | 小林靖子 | 田﨑竜太   |
| 2月11日        | 3      | アウトロー・モモタロー           | - カメレオンイマジン（声 - 金丸淳一） | 小林靖子 | 長石多可男 |
| 2月18日        | 4      | 鬼は外!僕はマジ                  | - カメレオンイマジン（声 - 金丸淳一） | 小林靖子 | 長石多可男 |
| 2月25日        | 5      | 僕に釣られてみる?                | - クラストイマジン（声 - 津久井教生） - ギガンデスハデス（6話） | 小林靖子 | 坂本太郎   |
| 3月04日        | 6      | サギ師の品格                     | - クラストイマジン（声 - 津久井教生） - ギガンデスハデス（6話） | 小林靖子 | 坂本太郎   |
| 3月11日        | 7      | ジェラシー・ボンバー             | - クロウイマジン（声 - 西凛太朗） | 小林靖子 | 石田秀範   |
| 3月18日        | 8      | 哀メロディ・愛メモリー           | - クロウイマジン（声 - 西凛太朗） | 小林靖子 | 石田秀範   |
| 3月25日        | 9      | 俺の強さにお前が泣いた           | - ライノイマジン（声 - 小山剛志） - ギガンデスヘル（10話） | 小林靖子 | 長石多可男 |
| 4月01日        | 10     | ハナに嵐の特異点                 | - ライノイマジン（声 - 小山剛志） - ギガンデスヘル（10話） | 小林靖子 | 長石多可男 |
| 4月08日        | 11     | 暴走・妄想・カスミ草             | - アイビーイマジン（声 - 園部啓一） | 米村正二 | 坂本太郎   |
| 4月15日        | 12     | 走れタロス!                      | - アイビーイマジン（声 - 園部啓一） | 米村正二 | 坂本太郎   |
| 4月22日        | 13     | いい?答えは聞いてない            | - オウルイマジン（声 - 黒田崇矢） - ギガンデスヘブン（14話） - ギガンデスハデス（14話） | 小林靖子 | 金田治     |
| 4月29日        | 14     | ダンス・ウィズ・ドラゴン         | - オウルイマジン（声 - 黒田崇矢） - ギガンデスヘブン（14話） - ギガンデスハデス（14話） | 小林靖子 | 金田治     |
| 5月06日        | 15     | 銭湯ジャック・パニック           | - ホエールイマジン（声 - 多田野曜平） | 米村正二 | 石田秀範   |
| 5月13日        | 16     | 幸福の星、降伏の犯人             | - ホエールイマジン（声 - 多田野曜平） | 米村正二 | 石田秀範   |
| 5月20日        | 17     | あの人は今!も過去?               | - ウルフイマジン（声 - 檜山修之） | 小林靖子 | 坂本太郎   |
| 5月27日        | 18     | 時計じかけの婚約者               | - ウルフイマジン（声 - 檜山修之） | 小林靖子 | 坂本太郎   |
| 6月03日        | 19     | その男、ゼロのスタート           | - ジェリーイマジン（声 - 中尾隆聖） | 小林靖子 | 舞原賢三   |
| 6月10日        | 20     | 最初に言っておく                 | - ジェリーイマジン（声 - 中尾隆聖） | 小林靖子 | 舞原賢三   |
| 6月24日        | 21     | ケンカのリュウ儀                 | - トータスイマジン（本体、分離体）（声 - 落合弘治） - ギガンデスヘブン（22話） - ギガンデスヘル（22話） | 小林靖子 | 石田秀範   |
| 7月01日        | 22     | ハナせない未来                   | - トータスイマジン（本体、分離体）（声 - 落合弘治） - ギガンデスヘブン（22話） - ギガンデスヘル（22話） | 小林靖子 | 石田秀範   |
| 7月08日        | 23     | 王子降臨、頭が高い!              | - スコーピオンイマジン（声 - 神奈延年） | 小林靖子 | 田﨑竜太   |
| 7月15日        | 24     | グッバイ王子のララバイ           | - スコーピオンイマジン（声 - 神奈延年） | 小林靖子 | 田﨑竜太   |
| 7月22日        | 25     | クライマックスWジャンプ          | - スパイダーイマジン（本体、分離体）（声 - 鈴木千尋） | 小林靖子 | 舞原賢三   |
| 7月29日        | 26     | 神の路線へのチケット             | - スパイダーイマジン（本体、分離体）（声 - 鈴木千尋） | 小林靖子 | 舞原賢三   |
| 8月05日        | 27     | ダイヤを乱す牙                   | - モレクイマジン（声 - 徳山秀典）（友情出演）（27話） - ブラッドサッカーイマジン（声 - 飛田展男） | 小林靖子 | 石田秀範   |
| 8月12日        | 28     | ツキすぎ、ノリすぎ、変わりすぎ   | - モレクイマジン（声 - 徳山秀典）（友情出演）（27話） - ブラッドサッカーイマジン（声 - 飛田展男） | 小林靖子 | 石田秀範   |
| 8月19日        | 29     | ラッキー・ホラー・ショー         | - ワスプイマジン（声 - 樫井笙人） | 小林靖子 | 田村直己   |
| 8月26日        | 30     | 奥さん花火どう?                  | - ブルーバードイマジン（声 - 星野充昭） | 小林靖子 | 田村直己   |
| 9月02日        | 31     | 愛・ニード・侑                   | - ラビットイマジン（声 - 髙階俊嗣）（31話） - アントホッパーイマジン（アリ）（声 - 鳥海浩輔） - アントホッパーイマジン（キリギリス）（声 - 関智一）                                                                                   | 小林靖子 | 金田治     |
| 9月09日        | 32     | 終電カード・ゼロ!                | - ラビットイマジン（声 - 髙階俊嗣）（31話） - アントホッパーイマジン（アリ）（声 - 鳥海浩輔） - アントホッパーイマジン（キリギリス）（声 - 関智一）                                                                                   | 小林靖子 | 金田治     |
| 9月16日        | 33     | タイムトラブラー・コハナ         | - クラーケンイマジン（声 - 稲田徹） - ギガンデスヘブン（34話） - ギガンデスヘル（34話） | 小林靖子 | 長石多可男 |
| 9月23日        | 34     | 時の間のピアニスト               | - クラーケンイマジン（声 - 稲田徹） - ギガンデスヘブン（34話） - ギガンデスヘル（34話） | 小林靖子 | 長石多可男 |
| 9月30日        | 35     | 悲劇の復活カード・ゼロ           | - モールイマジン（アックスハンド）（声 - 桐井大介）（35話） - モールイマジン（クローハンド）（声 - 坂口候一） - モールイマジン（ドリルハンド）（声 - 笹沼晃）                                                                         | 小林靖子 | 舞原賢三   |
| 10月07日       | 36     | 憑かず、離れず、電車斬り!        | - モールイマジン（アックスハンド）（声 - 桐井大介）（35話） - モールイマジン（クローハンド）（声 - 坂口候一） - モールイマジン（ドリルハンド）（声 - 笹沼晃）                                                                         | 小林靖子 | 舞原賢三   |
| 10月14日       | 37     | 俺、そういう顔してるだろ?        | - レオイマジン（声 - 山路和弘） - レオソルジャー（声 - 塩野勝美） | 小林靖子 | 田﨑竜太   |
| 10月21日       | 38     | 電車の中の電車王                 | - レオイマジン（声 - 山路和弘） - レオソルジャー（声 - 塩野勝美） | 小林靖子 | 田﨑竜太   |
| 10月28日       | 39     | そしてライダーもいなくなる       | - パンダラビットイマジン（声 - 落合弘治）（39話） - スネールイマジン（女）（声 - 葛城七穂）（39話） - スネールイマジン（男）（声 - 入江崇史） - ゲッコーイマジン（声 - 鈴村健一）（40話） - ニュートイマジン（声 - 遊佐浩二）（40話） | 小林靖子 | 田村直己   |
| 11月11日       | 40     | チェンジ・イマジン・ワールド     | - パンダラビットイマジン（声 - 落合弘治）（39話） - スネールイマジン（女）（声 - 葛城七穂）（39話） - スネールイマジン（男）（声 - 入江崇史） - ゲッコーイマジン（声 - 鈴村健一）（40話） - ニュートイマジン（声 - 遊佐浩二）（40話） | 小林靖子 | 田村直己   |
| 11月18日       | 41     | キャンディ・スキャンダル         | - オクトイマジン（声 - 津田健次郎） - 黒い竜の形をした怪物（42話） | 小林靖子 | 石田秀範   |
| 11月25日       | 42     | 想い出アップデート               | - オクトイマジン（声 - 津田健次郎） - 黒い竜の形をした怪物（42話） | 小林靖子 | 石田秀範   |
| 12月02日       | 43     | サムシング・ミッシング           | - アルマジロイマジン（声 - 高木渉） - アルビノレオイマジン（声 - 黒田崇矢） | 小林靖子 | 柴﨑貴行   |
| 12月09日       | 44     | 決意のシングルアクション         | - アルマジロイマジン（声 - 高木渉） - アルビノレオイマジン（声 - 黒田崇矢） | 小林靖子 | 柴﨑貴行   |
| 12月16日       | 45     | 甦る空白の一日                   | - スノーマンイマジン（声 - 大川透）（45話） - アルビノレオイマジン - レオソルジャー | 小林靖子 | 舞原賢三   |
| 12月23日       | 46     | 今明かす愛と理                   | - スノーマンイマジン（声 - 大川透）（45話） - アルビノレオイマジン - レオソルジャー | 小林靖子 | 舞原賢三   |
| 2008年01月06日 | 47     | 俺の最期にお前が泣いた           | - NEWモールイマジン（声 - 笹沼晃、坂口候一、桐井大介） - 大量のイマジン軍団（声 - 塩野勝美） - デスイマジン（声 - 家中宏）（48‐49話）                                                                                                 | 小林靖子 | 長石多可男 |
| 1月13日        | 48     | ウラ腹な別れ…                    | - NEWモールイマジン（声 - 笹沼晃、坂口候一、桐井大介） - 大量のイマジン軍団（声 - 塩野勝美） - デスイマジン（声 - 家中宏）（48‐49話）                                                                                                 | 小林靖子 | 長石多可男 |
| 1月20日        | 49     | クライマックスは続くよどこまでも | - NEWモールイマジン（声 - 笹沼晃、坂口候一、桐井大介） - 大量のイマジン軍団（声 - 塩野勝美） - デスイマジン（声 - 家中宏）（48‐49話）                                                                                                 | 小林靖子 | 長石多可男 |

## 放映ネット局
| 放送期間                         | 放送時間           | 放送局           | 対象地域       | 備考                            |
| -------------------------------- | ------------------ | ---------------- | -------------- | ------------------------------- |
| 2007年1月28日 - 2008年1月20日    | 日曜 8:00 - 8:30   | テレビ朝日       | 関東広域圏     | 制作局                          |
|                                  |                    | 北海道テレビ     | 北海道         |                                 |
|                                  |                    | 青森朝日放送     | 青森県         |                                 |
|                                  |                    | 岩手朝日テレビ   | 岩手県         |                                 |
|                                  |                    | 東日本放送       | 宮城県         |                                 |
|                                  |                    | 秋田朝日放送     | 秋田県         |                                 |
|                                  |                    | 福島放送         | 福島県         |                                 |
|                                  |                    | 新潟テレビ21     | 新潟県         |                                 |
|                                  |                    | 北陸朝日放送     | 石川県         |                                 |
|                                  |                    | 長野朝日放送     | 長野県         |                                 |
|                                  |                    | メ～テレ         | 中京広域圏     |                                 |
|                                  |                    | 朝日放送         | 近畿広域圏     | 現：朝日放送テレビ              |
|                                  |                    | 瀬戸内海放送     | 岡山県・香川県 |                                 |
|                                  |                    | 広島ホームテレビ | 広島県         |                                 |
|                                  |                    | 山口朝日放送     | 山口県         |                                 |
|                                  |                    | 愛媛朝日テレビ   | 愛媛県         |                                 |
|                                  |                    | 九州朝日放送     | 福岡県         |                                 |
|                                  |                    | 長崎文化放送     | 長崎県         |                                 |
|                                  |                    | 熊本朝日放送     | 熊本県         |                                 |
|                                  |                    | 大分朝日放送     | 大分県         |                                 |
|                                  |                    | 鹿児島放送       | 鹿児島県       |                                 |
|                                  |                    | 琉球朝日放送     | 沖縄県         |                                 |
| 不明                             | 金曜 16:25 - 16:55 | 山形テレビ       | 山形県         |                                 |
|                                  | 日曜 7:30 - 8:00   | 静岡朝日テレビ   | 静岡県         |                                 |
|                                  | 土曜 5:30 - 6:00   | テレビ山梨       | 山梨県         | TBS系列                         |
|                                  |                    | 福井放送         | 福井県         | 日本テレビ系列 / テレビ朝日系列 |
|                                  | 月曜 16:53 - 17:21 | 山陰放送         | 鳥取県・島根県 | TBS系列                         |
|                                  | 火曜 16:00 - 16:30 | 四国放送         | 徳島県         | 日本テレビ系列                  |
|                                  | 土曜 5:15 - 5:45   | 宮崎放送         | 宮崎県         | TBS系列                         |
| 特記なき限り全局テレビ朝日系列。 |                    |                  |                |                                 |

## 評価
| 年   | 売上 | 該当する作品       |
| ---- | ---- | ------------------ |
| 1999 | 25   | 未放映             |
| 2000 | 118  | 仮面ライダークウガ |
| 2001 | 94   | 仮面ライダーアギト |
| 2002 | 139  | 仮面ライダー龍騎   |
| 2003 | 120  | 仮面ライダー555    |
| 2004 | 79   | 仮面ライダー剣     |
| 2005 | 65   | 仮面ライダー響鬼   |
| 2006 | 71   | 仮面ライダーカブト |
| 2007 | 115  | 仮面ライダー電王   |
| 2008 | 85   | 仮面ライダーキバ   |

テレビシリーズ放送期間中における玩具・CD・DVDの売り上げは好調で、DVD第1巻は平成ライダー史上最高の売上を記録した。また、劇場版公開記念のトークライブを収録したDVDもテレビシリーズ並みの売れ行きとなるほか、テレビ放送終了後も関連グッズの新規発売が相次いでおり、同様にテレビシリーズ終了後も複数回にわたるオリジナルの劇場版作品が制作・公開されている。
2008年1月に新宿ロフトプラスワンで開催した「日本オタク大賞2007」では倉田真澄賞（オタク女性の関心を集めたことが受賞の決め手となった）を受賞し、東映プロデューサーの白倉伸一郎が「シラタロス」名義で受賞コメントを寄せた。また、同年3月には「第2回声優アワード」にてシナジー賞を受賞した。
また、好きな平成仮面ライダーのアンケートで度々上位になっており、ランキングサイト「ランキングー！」や「アニメ！アニメ！」のアンケートでは1位を獲得。2021年11月6日、NHK BSプレミアムにて放送された歴代全仮面ライダーの人気投票『発表!全仮面ライダー大投票』（投票合計約56万票）で1位を獲得した。

## 他媒体展開
特記のない限り、いずれの作品にも仮面ライダー電王が登場。

### 映像ソフト化
- 2007年8月3日 - 2008年7月21日にかけてDVDが東映ビデオより発売された。全12巻で各巻4話（Vol.12は5話）収録。
  - Vol.12の特別版（2枚組）には、最終章3部作（第47 - 49話）を再編集し、新たに本放送時にカットされたシーンや音楽を追加した「ディレクターズカット版」を収録した特典DVDが付属。本放送時と特別版とではラストの印象がまったく異なるものとなっている。
- 2008年7月21日発売の「石ノ森章太郎 生誕70周年 DVD-BOX」や2009年11月21日の「仮面ライダーディケイドVol.5」の初回生産限定版では映像特典として第1話が収録されている。
- 2017年5月10日 - 9月13日にかけてBlu-ray BOXが東映ビデオより発売。BOX2には『仮面ライダー電王 超バトルDVD‐うたって、おどって、大とっくん! ! 』、BOX3には最終回特別編も収録される。

### 他テレビシリーズ
『仮面ライダーディケイド』
第14・15話他にモモタロスをはじめとする本作品のキャラクターが登場。
『仮面ライダーオーズ/OOO』
第28話にレオソルジャーが登場。
『仮面ライダーウィザード』
第52・53話に関俊彦が声を演じる仮面ライダー電王、イマジンが登場。
『仮面ライダージオウ』
仮面ライダー電王が2068年の世界に歴代平成仮面ライダーの銅像のひとつとして登場。
EP39・40に桜井侑斗 / 仮面ライダーゼロノスとデネブ、モモタロスたちイマジン4人、仮面ライダー電王、モールイマジンが登場。EP41に仮面ライダー電王が登場。
『仮面ライダーガッチャード』
第34話に仮面ライダーレジェンダリーレジェンドに召喚された仮面ライダー電王 ライナーフォームが登場。

### テレビスペシャル
『仮面ライダーG』
2009年1月31日放送。『SmaSTATION!!Presents SMAPがんばりますっ!!』内で放送された作品。

### 映画
『劇場版 仮面ライダー電王 俺、誕生!』
2007年8月4日公開。本作品の単独作品。テレビシリーズの27話と28話の間の出来事として位置付けられている。
『おまけ モモタロスのなつやすみ』
映画『俺、誕生』の同時上映作品。『獣拳戦隊ゲキレンジャー』のマスター・シャーフーと競演している。
『劇場版 仮面ライダー電王&キバ クライマックス刑事』
2008年4月12日公開。本作品と『仮面ライダーキバ』のクロスオーバー作品。
『おまけ モモタロスのキバっていくぜ!』
映画『クライマックス刑事』の同時上映作品。『仮面ライダーキバ』のキバットバットIII世と競演している。
『おまけ モモタロスのまっかっか城の王』
『仮面ライダーキバ』放映枠内にて放送された映画宣伝の帯番組、および映画『仮面ライダーキバ 魔界城の王』の同時上映作品。
『劇場版 さらば仮面ライダー電王 ファイナル・カウントダウン』
2008年10月4日公開。本作品の単独作品。
『イマジンあにめ モモタロスよ永遠に ―イマジン終着駅― 劇場版』
映画『さらば仮面ライダー電王』の同時上映作品。とびだす絵本をイメージした2.5D映像となっており、またイマジンあにめ2では、劇場版と同じ映像でありながらまったく違う吹き替えになっている。
『劇場版 超・仮面ライダー電王&ディケイド NEOジェネレーションズ 鬼ヶ島の戦艦』
2009年5月1日公開。本作品と『仮面ライダーディケイド』のクロスオーバー作品。
モモタロスをはじめとする本作品のキャラクターが登場。
『劇場版 仮面ライダーディケイド オールライダー対大ショッカー』
2009年8月8日公開。『仮面ライダーディケイド』をメインとしたクロスオーバー作品。仮面ライダー電王の他、モモタロスが登場。
『仮面ライダー×仮面ライダー×仮面ライダー THE MOVIE 超・電王トリロジー』
連続公開された3部作（トリロジー）。
『EPISODE RED ゼロのスタートウィンクル』
2010年5月22日公開。ゼロノスが主役の作品。モモタロスをはじめとする本作品のキャラクターが登場。
『EPISODE BLUE 派遣イマジンはNEWトラル』
2010年6月5日公開。NEW電王が主役の作品。モモタロスをはじめとする本作品のキャラクターが登場。
『EPISODE YELLOW お宝DEエンド・パイレーツ』
2010年6月19日公開。『仮面ライダーディケイド』の登場ライダー・ディエンドが主役の作品。モモタロスをはじめとする本作品のキャラクターが登場。

『オーズ・電王・オールライダー レッツゴー仮面ライダー』
2011年4月1日公開。『仮面ライダーオーズ/OOO』と本作品のクロスオーバー作品。準主人公として仮面ライダーNEW電王が登場。
『平成仮面ライダー20作記念 仮面ライダー平成ジェネレーションズ FOREVER』
2018年12月22日公開。『仮面ライダージオウ』と『仮面ライダービルド』をメインとしたクロスオーバー作品。イマジン4人とオーナーのほか、本作の放送10周年記念映画とされており、佐藤健が約10年ぶりに良太郎役として出演する他、本作品第1話の映像が一部流用されている。
『仮面ライダー電王 プリティ電王とうじょう!』
2020年8月14日公開。本作品の単独作品。
スーパーヒーロー大戦シリーズ
いずれも仮面ライダーシリーズとスーパー戦隊シリーズのクロスオーバー作品。
『仮面ライダー×スーパー戦隊 スーパーヒーロー大戦』
2012年4月21日公開。
『仮面ライダー×スーパー戦隊×宇宙刑事 スーパーヒーロー大戦Z』
2013年4月27日公開。先の2シリーズとメタルヒーローシリーズのクロスオーバー作品。
『平成ライダー対昭和ライダー 仮面ライダー大戦 feat.スーパー戦隊』
2014年3月29日公開。トッキュウオーキョウリュウジン feat.デンライナーが登場。
『スーパーヒーロー大戦GP 仮面ライダー3号』
2015年3月21日公開。桜井侑斗 / 仮面ライダーゼロノスとデネブが登場。
『仮面ライダー×スーパー戦隊 超スーパーヒーロー大戦』
2017年3月25日公開。モモタロス / 仮面ライダー電王ソードフォーム、ウラタロス / 仮面ライダー電王ロッドフォーム、キンタロス、仮面ライダー電王ガンフォームが登場。
『セイバー+ゼンカイジャー スーパーヒーロー戦記』
2021年7月22日公開。仮面ライダー50周年×スーパー戦隊45作品記念。イマジン4人とオーナーが登場。
他作品
いずれもMOVIE対戦→仮面ライダージェネレーションズ、多作品ライダーの単独作品。
『仮面ライダー×仮面ライダー W&ディケイド MOVIE大戦2010』
2009年12月12日公開。『仮面ライダーW』と『仮面ライダーディケイド』をメインとしたクロスオーバー作品。
『仮面ライダー×仮面ライダー 鎧武&ウィザード 天下分け目の戦国MOVIE大合戦』
2013年12月14日公開。『仮面ライダー鎧武/ガイム』と『仮面ライダーウィザード』のクロスオーバー作品。パラレルワールドの武神電王が登場。
『劇場版 仮面ライダービルド Be The One』
2018年8月4日公開。『仮面ライダービルド』の単独作品。
『劇場版 仮面ライダージオウ Over Quartzer』
2019年7月26日公開。『仮面ライダージオウ』の単独作品。
『仮面ライダーガッチャード ザ・フューチャー・デイブレイク』
2024年7月26日公開。『仮面ライダーガッチャード』の単独作品。

### Webドラマ
『dビデオスペシャル 仮面ライダー4号』
dビデオにて配信。上記の『スーパーヒーロー大戦GP 仮面ライダー3号』のスピンオフ作品で、桜井侑斗 / 仮面ライダーゼロノスとデネブが登場。
『「暴太郎戦隊ドンブラザーズ」meets「仮面ライダー電王」目指せ!ドン王』
2022年コラボ配信。
『仮面ライダーアウトサイダーズ』
東映特撮ファンクラブにて配信。『仮面ライダーエグゼイド』のスピンオフ作品。桜井侑斗 / 仮面ライダーゼロノスが登場。

### ネット版
『ネット版 仮面ライダーディケイド オールライダー対しにがみ博士』
『劇場版 仮面ライダーディケイド オールライダー対大ショッカー』のネットムービー。電王はプロローグにのみ登場。

### CS放送・ネット配信
CS放送
- 東映チャンネル…2010年8月 - 2011年1月、2011年7月 - 2012年1月、2013年1月 - 7月（いずれも「石ノ森章太郎劇場」枠）
- テレ朝チャンネル1…2015年2月 - 2016年2月
- ファミリー劇場…2016年3月 - 2017年5月

ネット配信
- 東映特撮 YouTube Official…2013年5月20日 - 11月3日、2018年11月30日 - 2019年5月24日[注釈 30][91]、2025年7月12日 -
- 東映特撮ニコニコおふぃしゃる…2014年1月26日 - 12月28日

### アニメーション
『仮面ライダー電王+しん王』
2007年8月3日放送。同じテレビ朝日系で放送されているアニメ『クレヨンしんちゃん』とのクロスオーバー作品。
『りさいくるずー まもれ!もくようびは資源ごみの日』
2020年8月14日公開。映画『プリティ電王とうじょう!』の同時上映作品。電王ソードフォームがゲスト出演。

#### イマジンあにめ
いわゆるフラッシュアニメ風に制作された、デフォルメされたイマジンたちがメインのアニメ作品。2008年から2010年まで、前述の短編映画も含め全4作（34話+1）が制作された。
『COLLECTION DVD イマジンあにめ』
2008年4月25日発売。1BOXまたは全10種の単品DVDとして、アニメイト限定で発売された。2008年夏にアニメイトイベントアニ店特急で「イマジンらじお」なるラジオCMも作られた。2010年5月から東映特撮BB、アニメイトTV、JOYSOUNDで有料配信も開始されている。
スタッフ
- コンポジット - 高橋泰孝、久村英徹
- 絵コンテ - なかの★陽
- ガイド製作 - 長田直樹
- 企画 - 片岸茂、安田正樹
- プロデューサー - 氷鉋富雄、萩原大輔
- 制作担当 - 富田幸弘、篠原智士
- アートディレクター - 時崎哲三
- キャラクターデザイン - 韮沢靖
- ディフォルメキャラクターデザイン・キャラクター原画 - いわくに
- 背景 - きみ
- 背景協力 - 村上亜樹
- プロデュース - 白倉伸一郎、武部直美
- プロデュース、アナウンス - 大森敬仁
- 制作 - ショウワノート株式会社、株式会社ムービック、東映株式会社
- 脚本・監督 - 柴﨑貴行

サブタイトル
1. NO.1 モモタロスのももたろう
2. NO.2 ウラタロスのずるやすみ
3. NO.3 キンちゃんの初恋
4. NO.4 リュウタローのひみつ
5. NO.5 デネブキャンディーができるまで?
6. NO.6 マージマジ・マジーク
7. NO.7 モモタロスのももたろうパート2
8. NO.8 お姉ちゃんからの手紙
9. NO.9 スーパードクター・モモ
10. NO.10 イマジン宇宙旅行

『COLLECTION DVD イマジンあにめ2』
2008年11月22日発売。FLASHアニメスペシャルDVD第2弾で、リリース方式は前作と同様。同作品では関俊彦らを始めとする声優陣や、小林靖子らが脚本を手がけている。また、回によってはウルフイマジンやゴーストイマジンがゲスト出演している。
サブタイトル
1. 第11話 てるてるリュウタ（脚本：関俊彦）
2. 第12話 キンちゃんのふっさり（脚本：遊佐浩二）
3. 第13話 モモタロスの花占い（脚本：てらそままさき）
4. 第14話 決めゼリフを考えよう（脚本：鈴村健一）
5. 第15話 ウラさんは名探偵!（脚本：白倉伸一郎）
6. 第16話 がんばれウルフ!（脚本：小林靖子）
7. 第17話 イマジンマート（脚本：柴﨑貴行）
8. 第18話 ジークはだいじょうぶだぁ（脚本：白倉伸一郎）
9. 第19話 バカモモVSハナクソ女（脚本：小林靖子）
10. 第20話 ドキュメント・ザ・電車ライダー（脚本：武部直美）
11. 第21話 ウラ島太郎（脚本：小林靖子）
12. 第22話 モモタロスよ永遠に 〜イマジン終着駅〜/アニメイト版（脚本：白倉伸一郎）

『COLLECTION DVD イマジンあにめ3』
2010年10月21日発売。FLASH風アニメ第3弾。当初は2009年冬発売予定と告知されていたが2009年12月詳細発表予定となり、後に2010年初春詳細発表予定に延期され公式サイトでも2度にわたる謝罪4コマが掲載されたが、さらに延期され公式サイトと『超・電王トリロジー』各パンフレット掲載の4コマ漫画『イマジンあにめ3への道』で2010年8月31日発売予定と告知されたものの、10月に発売延期となったため公式サイトで謝罪漫画を掲載した。
1エピソードのみアナグリフ方式3D映像化。テディとイブも初登場。スーツアクターも声優に挑戦している。さらに作品・制作会社の枠を超えて、『ウルトラマンタロウ』を模したウルトラマンタロス（声 - 石丸博也）がゲスト出演している。
サブタイトル
1. 第23話 モモタロスのプリン屋さん
2. 第24話 イマジン イン ワンダーラインド
3. 第25話 ぐぐれ!金太郎
4. 第26話 俺、伝染!
5. 第27話 仮面ライダー秘密部屋
6. 第28話 EPISODE RED ユートの一生
7. 第29話 EPISODE BLUE テディさんは名探偵!
8. 第30話 EPISODE YELLOW イマジンあにめ3D
9. 第31話 イマジン一家漂流記
10. 第32話 リュウタロスと秋の花
11. 第33話 J-MENのプリン屋さん
12. 第34話 きみにも見えるウル○ラの星

### 小説
『小説 仮面ライダー電王 東京ワールドタワーの魔犬』
- 著 - 白倉伸一郎
- 講談社キャラクター文庫、2013年7月26日発売。ISBN 978-4-06-314858-9

テレビシリーズ終了後より数年後を舞台に、2013年時点での良太郎やイマジンたちの活躍を描く。ただし、モモタロスたちがデンライナー内でも実体化しない、特異点の設定が存在せず良太郎が歴史改変の影響を受ける、2013年時点でも良太郎やハナが幼児化していない、などといったテレビシリーズとの相違点もいくつか見られる。
『小説 仮面ライダーディケイド 門矢士の世界 〜レンズの中の箱庭〜』
モモタロスをはじめとする本作品のキャラクターが登場。
『小説 仮面ライダー電王 デネブ勧進帳』
- 著 - 白倉伸一郎
- 講談社キャラクター文庫、2020年11月27日発売。

平安末期を舞台に、桜井侑斗とデネブを主人公とした歴史ミステリーアクション小説。
- 小説のため絶対映像化できない話にすることとなり、元々、侑斗とデネブが義経と弁慶をイメージしていたことから、予算的にも選択肢には入らない平安末期での牛若丸伝説に関わる話となった。当初は侑斗とデネブが義経と弁慶に間違われたり、成りすますなどの軽いテイストのもので、デネブが勧進帳のようにわけのわからないことを語り散らすなどのライトな冒険ものを発想していたが、『電王』が「冒険もの」であることから、冒険を経た侑斗がどう変わるものかとして、テレビシリーズでも描かれていた侑斗のアイデンティティ・クライシス（自己同一性の喪失）にあるだろうと考え、侑斗自身の将来が30代の桜井とどう向き合うものかとして、30代くらいの義経に自分の未来を重ねるものとなった。
- 鎌倉や吉野、阿津賀志山付近など登場する場所にはロケハンをし、架空の寺は登場しているが、宗派は架空では登場できないため、実在する真言宗となり、真言宗や空海については念を入れて調べている。
- 皆が抱く義経のイメージとは全く異なるキャラクターというものは、『劇場版 仮面ライダージオウ Over Quartzer』で信長が同様の理由で既に行っていたため、異なるネタにする案もあったが、結果的に義経が意外な人物だったというものとなった。

### オリジナルDVD
『仮面ライダー電王 超バトルDVD 〜うたって、おどって、大とっくん!!〜』
てれびくん応募者全員サービスDVD。良太郎を強くするため、イマジンたちがブートキャンプで特訓する。ライナーフォームの超絶技も披露。特典として劇中で使用されたポスターのカードが付いた。
キャスト
- 野上良太郎 - 佐藤健
- コハナ - 松元環季

声の出演
- モモタロス - 関俊彦
- ウラタロス - 遊佐浩二
- キンタロス - てらそままさき
- リュウタロス - 鈴村健一
- デネブ - 大塚芳忠
- ジーク - 三木眞一郎
- ウルフイマジン - 檜山修之
- スパイダーイマジン - 鈴木千尋
- アントホッパーイマジン - 鳥海浩輔

スーツアクター
- 仮面ライダー電王、モモタロス - 高岩成二
- ウラタロス - 永徳
- キンタロス - 岡元次郎
- リュウタロス - おぐらとしひろ
- デネブ - 押川善文
- ジーク - 永瀬尚希
- ウルフイマジン - 伊藤慎
- スパイダーイマジン - 伊藤教人
- アントホッパーイマジン - 中村博亮
- 佐藤賢一
- 橋口未和
- 村井亮
- 古口拓也
- 佃井皆美
- 矢部敬三
- 三住敦洋

スタッフ
- 原作 - 石ノ森章太郎
- 音楽 - 佐橋俊彦
- 監督 - 柴﨑貴行
- アクション監督 - 宮崎剛（ジャパンアクションエンタープライズ）
- 振付 - 彩木エリ、足立夏海
- プロデュース - 白倉伸一郎、武部直美、大森敬仁、郷田龍一
- 制作協力 - 東映
- DVD制作 - 東映ビデオ
- 製作・発行 - 小学館

『仮面ライダーディケイド 超アドベンチャーDVD 守れ！〈てれびくんの世界〉』
『仮面ライダーディケイド』のオリジナルDVD。

### 舞台
ファイナルステージ
2008年1月下旬開催。大阪国際会議場での大阪公演と中野サンプラザホールでの東京公演。レギュラーのキャストに加え、野上愛理役の松本若菜などもトークショーに参加。
オリジナルキャラクター
2代目ガオウ - 初代牙王を上回る強さを持つとされる新たなガオウ。ある時間でガオウのパスを手に入れた。
キャスト
2代目ガオウの声 - 家中宏
支配人の声 - 園部啓一
敵イマジンの声 - 鈴木千尋、塩野勝美、大村亨
スタッフ
脚本 - 小林靖子

きだ版ライダー絵巻 仮面ライダー電王 激突! 電王VS信長
東映太秦映画村で行われたヒーローショー。

### その他映像
冬だっ! 休みだっ!! クレヨンしんちゃん&ドラえもん! 朝からどドーンと150分SP
『クレヨンしんちゃん』と『ドラえもん』の合同特番で、2007年12月30日放送。前述の『電王+しん王』の再放送も行われた他、番組内ではしんのすけと共演する形で良太郎が登場。また次作『仮面ライダーキバ』の紅渡も登場し、引き継ぎを兼ねる形で同時に変身ポーズを披露している。
仮面ライダーキバ&電王 デンライナー宇宙へ!
プラネタリウム上映映画。2008年5月17日より上映。上映形態は各館にあわせ、全天周デジタル版、デジタル版、VTR+スライド投影版の3タイプが用意された。特撮のプラネタリウム作品としては、これ以前に『ウルトラマンティガ〜光の子供たちへ〜』などが存在している。
星空の向こうから来たデンライナーに乗って、仮面ライダー電王一行と仮面ライダーキバが宇宙へ旅立つストーリー。
声の出演
- 仮面ライダーキバ - 瀬戸康史
- キバットバットIII世 - 杉田智和
- 仮面ライダー電王 / モモタロス - 関俊彦
- ウラタロス - 遊佐浩二
- キンタロス - てらそままさき
- リュウタロス - 鈴村健一

ミュージックビデオ
- 『Climax Jump DEN-LINER form Music Clip』
  - 2008年1月16日発売の『仮面ライダー電王 COMPLETE CD-BOX』に収録、イマジンたちが出演する。

- 『Climax Jump Sword form Music Clip』
- 『Climax Jump Rod form Music Clip』
- 『Climax Jump Ax form Music Clip』
- 『Climax Jump Gun form Music Clip』
  - 2008年10月1日発売の『いーじゃん!いーじゃん!スゲーじゃん!?』にイマジンたちが出演する4編+メイキング映像のエピローグを収録。

マクドナルド・ハッピーセットCM
2010年5月7日からのハッピーセット『ガンバライド編』CMにモモタロスがゲスト出演。

### 漫画
小学一年生
著者 - 坂井孝行
テレまんがヒーローズ
藤異秀明によるクライマックス刑事、藤沢真行によるさらば仮面ライダー電王と超・仮面ライダー電王&ディケイドのコミック版が掲載。

### ドラマCD
仮面ライダー電王 イマジンメチャ盛りかるた
2008年1月24日にアニメイトで販売。声優によるかるた読みとイマジンメチャノリ座談会の2枚組で、絵札&字札も付属。絵柄はイマジンあにめ版。
てれびくんお年玉ふろく 仮面ライダー電王スペシャルCD イマジンとあそぼう!
てれびくん2008年2月号付録CD。イマジンたちと、なぞなぞ遊び、ジャンケン遊び、早口言葉、デンライナーフラッグゲーム、電王&モモタロスえかきうたをする。

### ゲーム
発売はすべてバンダイナムコゲームス（バンダイレーベルおよびバンプレストレーベル）による。玩具タイプのゲーム機や携帯電話ゲームは存在するものの、平成仮面ライダーシリーズとしては初めて、単独タイトルでのテレビゲームソフトが発売されていない。
『仮面ライダー クライマックスヒーローズ』
2009年8月6日発売、PlayStation 2用ソフト。
『仮面ライダーカブト』以来となる対戦ゲームのシリーズ第1弾。本作品以降のライダーが登場する。プレイヤーキャラとして電王の他、ゼロノスと悪のライダーのネガ電王が登場。
『仮面ライダー クライマックスヒーローズ フォーゼ』
2011年12月1日発売、PlayStation Portable、Wii用ソフト。
シリーズ第4弾で2機種の同時発売となる。上記のライダー加えて、新たにNEW電王が登場。
『ロストヒーローズ』
2012年9月6日発売、ニンテンドー3DS、PlayStation Portable用ソフト。
コンパチヒーローシリーズ作品のうちの一つ。15名のプレイヤーキャラの一人である電王の他に仲間のイマジンたちも登場。

## 関連項目

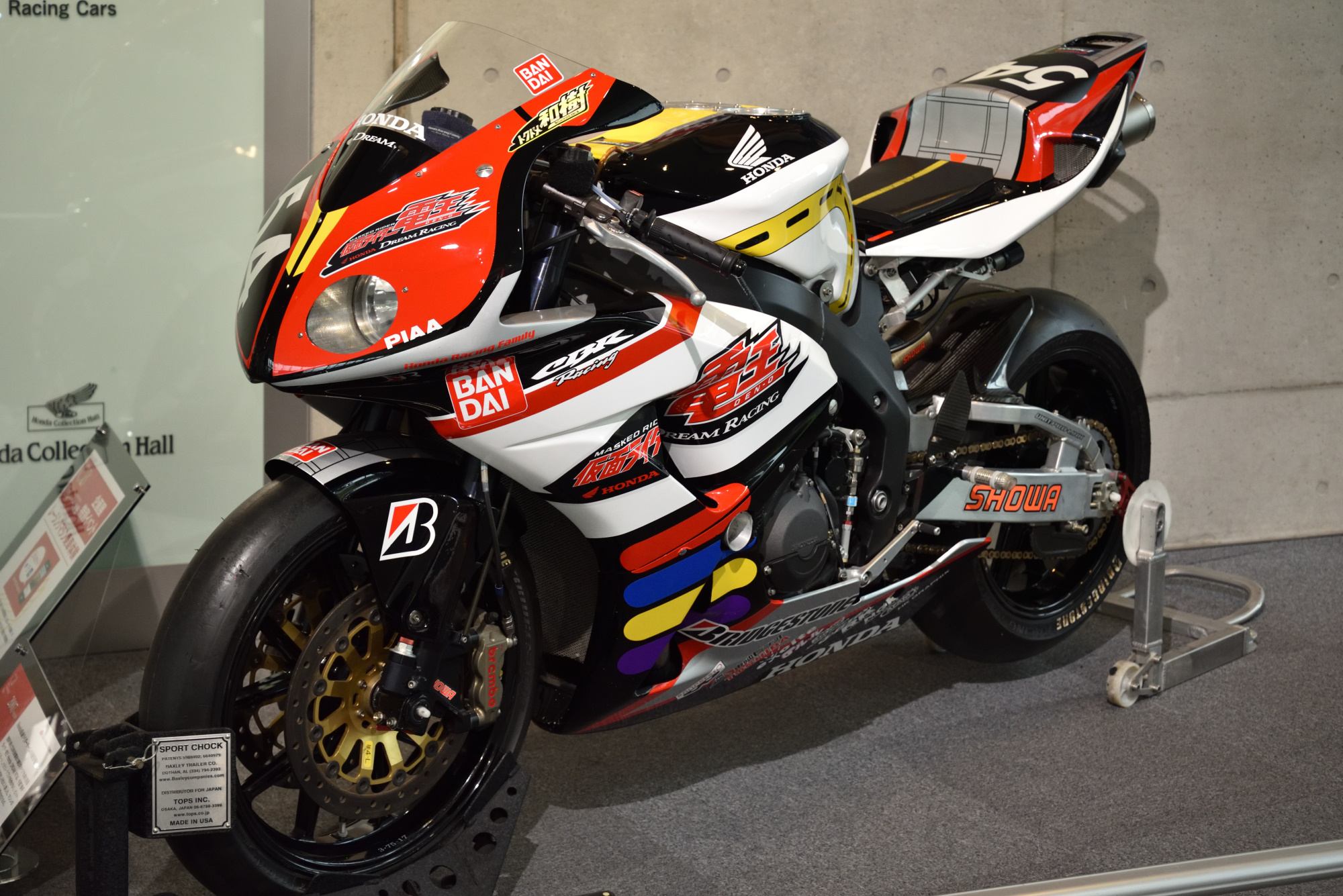
2007年鈴鹿8時間耐久レースに出場した仮面ライダー電王ホンダドリームRTのCBR1000RR

### パチンコ
e仮面ライダー電王
2024年9月、京楽産業.から発売。平成仮面ライダーシリーズ初の遊技機化。